# Modifikacija lesa
Modifikacija lesa je najnovejši postopek, pri katerem želimo s pomočjo okolju prijaznih metod zaščititi les. Pri postopku modifikacije lesa se lesni masi spremeni struktura osnovnih gradnikov ali polimerov (celuloza, hemiceluloza, lignin) v celični steni. S spremembo strukture na mulekularnem nivoju spremenimo lastnosti lesa.
Prvi postopki termične modifikacije lesa in modifikacije lesa z določenimi reagenti so bili omenjeni že leta 1930, estrenje lesa pa leta 1961 (Goldstein in sod., 1961).

## Lastnosti modificiranega lesa
S spremembo strukture na mulekularnem nivoju spremenimo lastnosti lesa. Zmanjša se zmožnost vpijanja vlage, s tem pa posledično tudi nabrekanje in krčenje. Na ta način se zmanjša tudi možnost okužbe z lesnimi glivami. Po drugi strani pa zaradi spremenjene kemične zgradbe lesa, glive ali insekti modificiranega lesa ne prepoznajo več kot vir hrane. Z modifikacijo lignina lahko povečamo tudi odpornost lesa proti razgradnji z UV žarki. Pri termično modificiranem lesu se poslabša mehanska lastnost lesa, predvsem upogibna trdnost in modul elastičnosti.

## Načini modifikacije lesa

### Modifikacija z encimi
Modifikacija lesa z encimi je zaenkrat najmanj raziskano področje. Uporaba le te omogoča modifikacijo lesa že pri sobnih pogojih. S pomočjo encimov lahko spremenimo osnovno molekularno strukturo lesa. Encim lakaza na primer spremeni strukturo lignina in s povečanjem reaktivnih mest ugodno vpliva na lastnosti pri vročem stiskanju lesnih vlaken in tako nastane nova molekulska struktura celične stene.

### Kemična modifikacija
Pri kemični modifikaciji lesa poteče reakcija med kemičnim reagentom in komponentami lesnih polimerov. Med reagentom in lesnimi polimeri nastane kovalentna vez. Večina reagentov reagira s hidroksilnimi skupinami (OH) lesnih polimerov. Polimerne strukture v celični steni in nosilci reakcij, hidroksilne skupine, pogojujejo mehanske in kemične lastnosti kot so adsorpcija ter desorpcija vode, nabrekanje in krčenje ter posredno odpornost na škodljivce in odpornost lesa proti abiotični razgadnji z UV žarki. S spremembo molekulske strukture polimerov, predvsem z zamenjavo ali blokado hidroksilnih skupin, se spremenijo svojstva lesa. Lastnosti kemično modificiranega lesa so odvisne od vrste reakcije med kemičnim sredstvom in lesom, od reagenta, stopnje polimerizacije in navzema ter porazdelitev reagenta v lesu.
Najbolj raziskan je trenutno postopek acetiliranja, s katerim je možno bistveno izboljšati večino lastnosti lesa, težave so pri drevesnih vrstah s slabo možnostjo penetracije kemičnega sredstva, ter postopek je izredno drag.
Glede na tvorbo vezi pri postopku kemične modifikacije lesa med hidroksilnimi skupinami polimerov in reagentom delimo kemično modifikacijo lesa na več tipov:
- etrenje
- estrenje
- sililiranje
- oksidacija

### Termična modifikacija
S segrevanjem lesa, pri temperaturi med 150 in 260 °C brez prisotnosti kisika spremenimo osnovno mulekularno strukturo lesa. Pri tem pride do delne depolimerizacije polimerov v celični steni in do preoblikovanja polimerov. Les tako postane odpornejši in dimenzijsko stabilnejši, vendar je mehansko oslabljen. Prisotnost kisika med postopkom segrevanja lahko zelo poškuduje celulozo. S tem se zmanjšajo mehanske lastnosti lesa.

## Parametri modifikacije lesa
Uspešnost kemične ali encimske modifikacije lesa ovrednotimo s stopnjo modifikacije, pri termični pa z izgubo mase, ki sta odvisna od naslednjih parametrov:
- drevesne vrste,
- vlažnosti lesa,
- trajanja procesa modifikacije,
- temperature modifikacije,
- katalizatorjev reakcije,
- navzem reagenta.